# Valérie Tétreault
Valérie Tétreault (Saint-Jean-sur-Richelieu, 21 januari 1988) is een tennisspeelster uit Canada. Zij begon op achtjarige leeftijd met tennis. Haar favoriete ondergrond is hardcourt. Zij speelt rechtshandig en heeft een tweehandige backhand. Zij was actief in het proftennis van 2006 tot en met 2010.

## Loopbaan

### Enkelspel
Tétreault debuteerde in 2003 op het ITF-toernooi van Mont-Tremblant (Canada). Zij stond in 2006 voor het eerst in een finale, op het ITF-toernooi van Saguenay (Canada) – zij verloor van de Duitse Angelique Kerber. In mei 2009 veroverde Tétreault haar eerste titel, op het ITF-toernooi van Carson (VS), door de Amerikaanse Alexandra Stevenson te verslaan. In de twee volgende maanden won zij nog twee ITF-titels, in El Paso (VS) en in Grapevine (VS).
In 2006 speelde Tétreault voor het eerst op een WTA-hoofdtoernooi, op het toernooi van Québec, waar zij door een wildcard was toegelaten. Haar beste resultaat op de WTA-toernooien is het bereiken van de tweede ronde. In 2009 kwalificeerde zij zich voor het eerst voor een grandslamtoernooi, op het US Open 2009.
Haar hoogste notering op de WTA-ranglijst is de 112e plaats, die zij bereikte in februari 2010.

### Dubbelspel
Tétreault was in het dubbelspel minder actief dan in het enkelspel. Zij debuteerde in 2003 op het ITF-toernooi van Mont-Tremblant (Canada), samen met landgenote Chantal Beetham. Zij stond in 2006 voor het eerst in een finale, op het ITF-toernooi van Monterrey (Mexico), samen met de Mexicaanse Lorena Villalobos Cruz – zij verloren van het Argentijnse duo Betina Jozami en Agustina Lepore. In latere jaren bereikte zij nog twee keer een ITF-finale, maar wist die niet te winnen.
In 2006 speelde Tétreault voor het eerst op een WTA-hoofdtoernooi, op het toernooi van Montréal, samen met landgenote Sharon Fichman. Op de WTA-toernooien kwam zij nooit voorbij de eerste ronde.

### Tennis in teamverband
In 2010 maakte Tétreault deel uit van het Canadese Fed Cup-team – in de landenwedstrijd tegen Argentinië speelde zij twee enkelspelpartijen, die zij allebei won.

## Posities op deWTA-ranglijst
Positie per einde seizoen:
| jaar | rang enkelspel | rang dubbelspel |
| ---- | -------------- | --------------- |
| 2003 | 929            | –               |
| 2004 | 1138           | –               |
| 2005 | 936            | –               |
| 2006 | 239            | 400             |
| 2007 | 315            | 355             |
| 2008 | 414            | 592             |
| 2009 | 133            | 364             |
| 2010 | 195            | 520             |

## Palmares

### Gewonnen ITF-toernooien enkelspel
| nr. | finale     | toernooi  | dotatie  | ondergrond | tegenstandster in finale | score         |
| --- | ---------- | --------- | -------- | ---------- | ------------------------ | ------------- |
| 1.  | 2009-05-31 | Carson    | $ 50.000 | hardcourt  | Alexandra Stevenson      | 4-6, 6-2, 6-4 |
| 2.  | 2009-06-14 | El Paso   | $ 25.000 | hardcourt  | Mashona Washington       | 6-4, 6-3      |
| 3.  | 2009-07-12 | Grapevine | $ 50.000 | hardcourt  | Stéphanie Dubois         | 2-6, 7-6, 7-6 |

## Resultaten grandslamtoernooien
| Legenda | Legenda                          |
| ------- | -------------------------------- |
| g.t.    | geen toernooi gehouden           |
| l.c.    | lagere categorie                 |
| –       | niet deelgenomen                 |
| G       | uitgeschakeld in de groepsfase   |
| 1R      | uitgeschakeld in de eerste ronde |
| 2R      | uitgeschakeld in de tweede ronde |
| 3R      | uitgeschakeld in de derde ronde  |
| 4R      | uitgeschakeld in de vierde ronde |
| KF      | uitgeschakeld in de kwartfinale  |
| HF      | uitgeschakeld in de halve finale |
| F       | de finale verloren               |
| W       | het toernooi gewonnen            |
| w-v     | winst/verlies-balans             |

### Enkelspel
| toernooi        | 2009 | 2010 |
| --------------- | ---- | ---- |
| Australian Open | –    | 1R   |
| Roland Garros   | –    | –    |
| Wimbledon       | –    | –    |
| US Open         | 1R   | –    |